# Witold Wenclewski

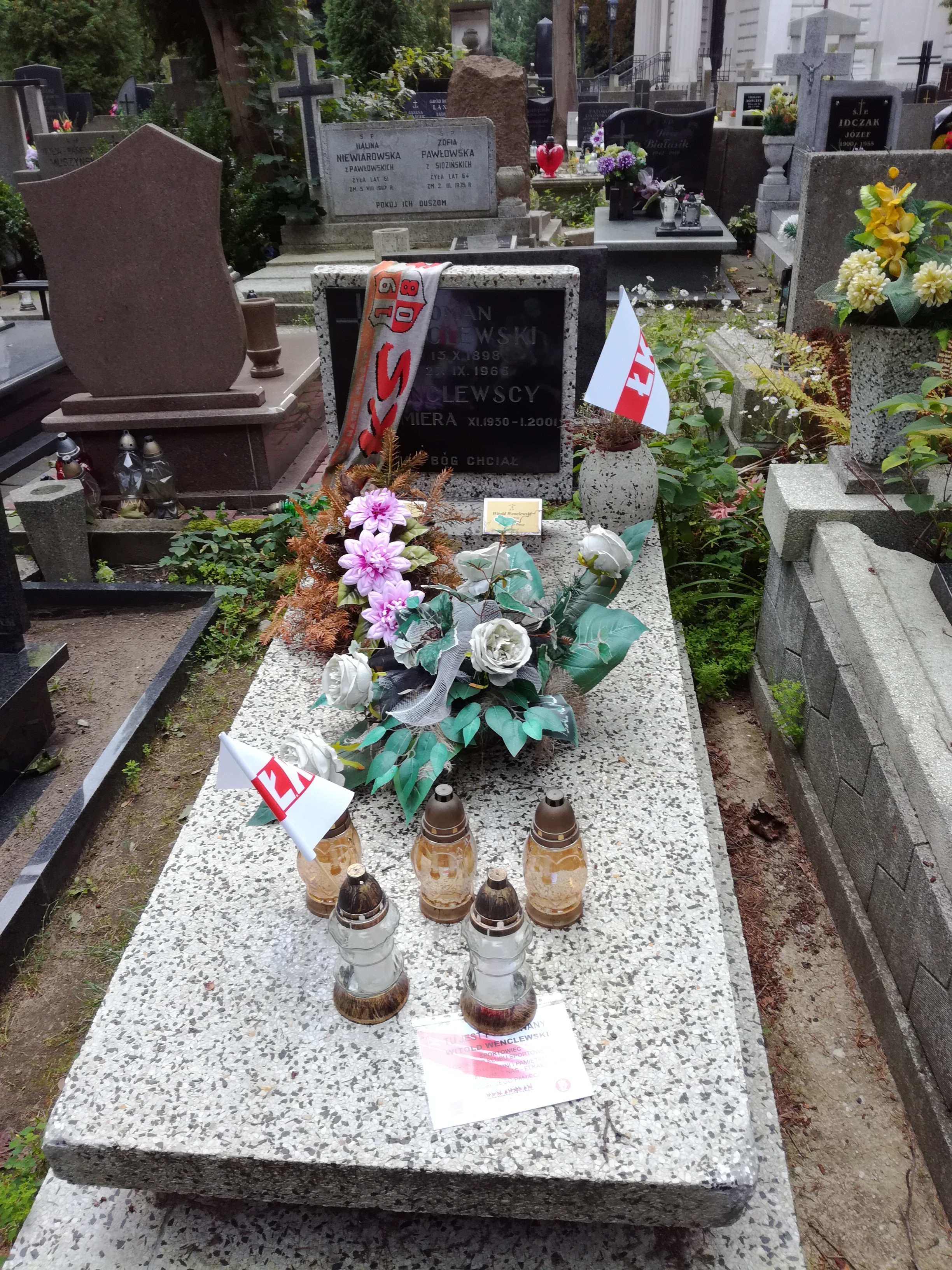
Grób Witolda Wenclewskiego na Starym Cmentarzu w Łodzi

Witold Piotr Wenclewski (ur. 14 kwietnia 1964 w Łodzi; zm. 28 lipca 2014) – polski piłkarz grający na pozycji obrońcy.
Większość swojej kariery Wenclewski spędził w ŁKS Łódź, gdzie rozegrał 218 meczów i strzelił 6 bramek w latach 1982–1991. Następnie występował w Sokole Pniewy (1992–1993) oraz Cracovii Chicago.
Z młodzieżową reprezentacją do lat 20. zdobył brązowy medal Mistrzostw Świata w 1983.
W reprezentacji Polski rozegrał 5 spotkań w latach 1987–1988.
Został pochowany na Starym Cmentarzu w Łodzi.